# Strøget, Århus

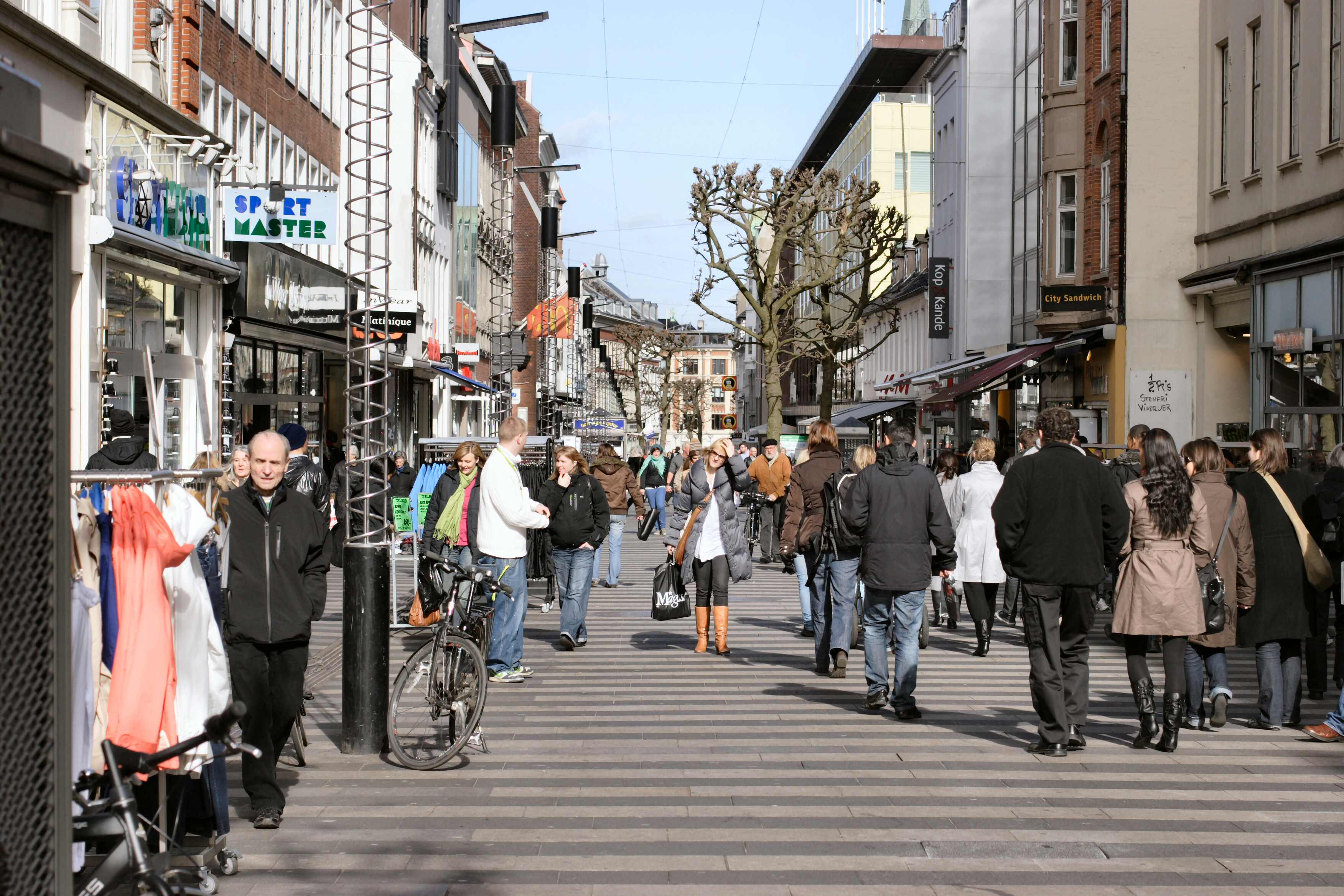
Strøget i Århus

Strøget är den gemensamma benämningen på gågatorna Ryesgade, Søndergade och Skt. Clemens Torv i Århus i Danmark. Strøget förbinder järnvägsstationen Aarhus Hovedbanegård och Bruun's Galleri med områdena Latinerkvarteret och Vadestedet.
Med sina 850 meter är Strøget en av de längsta butiksgatorna på Jylland. Gatusträckningen är belagd med granit från Kina och Sverige.
Strøget är känt för sin vackra julbelysning varje år i december.